# Antiácido

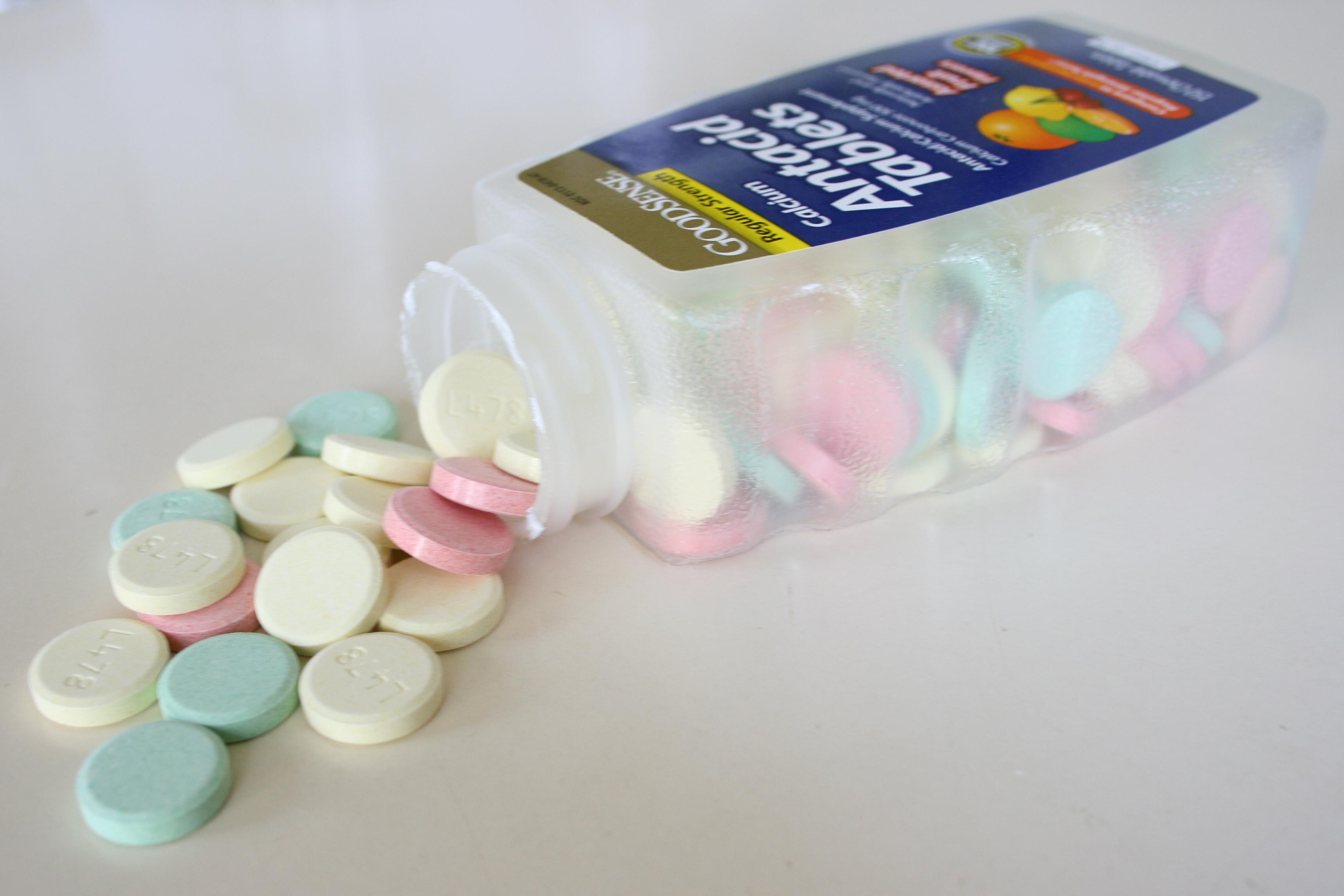
Pastillas de antiácido.

En medicina, un antiácido es una sustancia, generalmente una base (medio alcalino), que actúa en contra de la acidez estomacal (ácidos generados por las glándulas parietales). En otras palabras, el antiácido alcaliniza el estómago aumentando el pH. Los antiácidos más antiguos y conocidos son el bicarbonato sódico (NaHCO3), el carbonato cálcico (CaCO3) y el hidróxido de magnesio (Mg(OH)2) o de aluminio. Otros tipos de antiácidos son: las sustancias citoprotectoras, y los inhibidores de la bomba de protones.
Los antiácidos se han venido usando por siglos para el tratamiento de pacientes con dispepsia y trastornos de acidez estomacal. Antes de la aparición de los antagonistas de los receptores H2, eran el tratamiento de elección para estas enfermedades.
Los antiácidos son bases débiles, por lo que desarrollan un mecanismo de reacciones de neutralización al reaccionar con el ácido estomacal y formar agua y una sal. Es decir, ellos hacen de tampón químico de los ácidos gástricos que aumentan el valor del pH en el estómago (los jugos gástricos poseen un valor de pH cercano a 0.8, que con la digestión de los alimentos puede subir a cerca de 2, reduciéndose así la acidez). Cuando el ácido clorhídrico alcanza a los nervios de la mucosa gastrointestinal, llega al sistema nervioso central un signo de dolor. Esta sensación desagradable de dolor ocurre cuando los nervios están expuestos a la agresión de los ácidos gástricos, llegando incluso a poder generar úlceras pépticas. El ácido gástrico puede llegar a alcanzar igualmente el esófago (en cuyo caso se presenta la pirosis o mal llamada acidez gástrica) o el mismo duodeno (donde se producen también úlceras pépticas siendo más frecuentes incluso que en el mismo estómago). 
El mecanismo genérico de cualquier antiácido en el estómago es el que sigue:

algunas de las reacciones más conocidas de neutralización con antiácidos, como puede ser el hidróxido de aluminio, en el que se puede ver como la ecuación química se produce según:

La reacción del bicarbonato sódico es conocida por liberar ciertas cantidades de CO2 que finalmente se disipan en forma de un suave eructo tras su ingestión:

Aunque la función principal del antiácido es la neutralización de la acidez intragástrica, es posible que también promuevan los sistemas de defensa de la mucosa por medio de la estimulación de la producción de prostaglandinas.
Se intenta buscar por parte de la industria farmacéutica que los efectos secundarios de los antiácidos sean los menores posibles, por ejemplo las sales de aluminio y calcio producen estreñimiento (subproductos del antiácido al reaccionar con el ácido del estómago), y las sales de magnesio son laxantes.

## Tipología de antiácidos
Acción neutralizante del ácido clorhídrico por reacción química en el estómago. Se suelen distinguir dos tipos:
- Antiácidos no sistémicos: Al reaccionar los antiácidos con el ácido clorhídrico del estómago forman una sal que no se llega a absorber y poseen además una acción más lenta y prolongada, sin efecto rebote alguno. Entre los antiácidos incluidos en esta categoría se puede encontrar: las sales de magnesio, de aluminio y de calcio.
- Antiácidos sistémicos: En este caso el antiácido al reaccionar con los ácidos del estómago (ácido clorhídrico), una porción de la sal se absorbe en las paredes del estómago. Por regla general poseen una acción potente y más rápida que los anteriores, pero con efectos transitorios. Entre este tipo de antiácidos se encuentra el hidróxido de magnesio y el hidrógeno-carbonato de sodio.

## Principios activos
Ejemplos de antiácidos:
- Hidróxido de aluminio
- Hidróxido de magnesio
- Combinación de hidróxido de aluminio e hidróxido de magnesio
- Carbonato alumínico
- Carbonato de calcio
- Hidrotalcita
- Subsalicilato de bismuto
- Hidroplastos cítricos
- Bicarbonato de sodio
- Almagato